# Oulton Park
Der Oulton Park in der Grafschaft Cheshire, in England ist eine der ältesten britischen Rennstrecken. Die 1953 eröffnete Piste liegt in einem ehemaligen Landschaftspark der im Zweiten Weltkrieg zum Militärgelände umgewidmet wurde und ist aufgrund ihrer anspruchsvollen Streckenführung bis heute eine der populärsten Rennstrecken für nationale Motorsportveranstaltungen im Vereinigten Königreich.

## Lage
Die Rennstrecke liegt in der Nähe des Dorfes Little Budworth, in der Grafschaft Cheshire, in England. Sie ist etwa 8,0 km von Winsford, 21 km vom Stadtzentrum von Chester, 13 km von Northwich und 27 km von Warrington entfernt und verfügt über eine nahe gelegene Bahnverbindung entlang der Mid-Cheshire Line. Die Anlage liegt auf dem Gelände des ehemaligen Oulton Estate. Im Einzugsgebiet der Strecke liegen die Städte Liverpool, Manchester, Chester und Crewe, was sich positiv in den Besucherzahlen niederschlägt.

## Geschichte

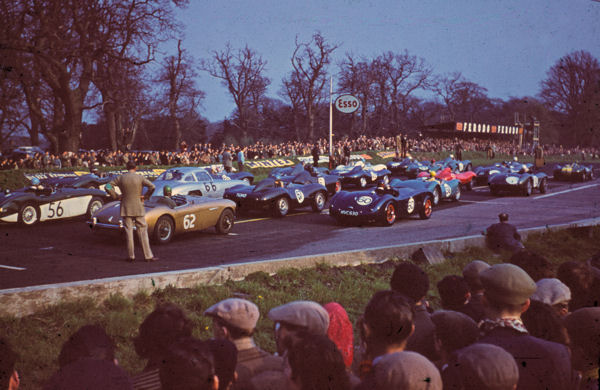
Start zum Osterrennen 1957

Ursprünglich beherbergte die idyllisch gelegene Parklandschaft die herrschaftlichen Anlagen von Oulton Hall, welches 1926 bis auf die Grundmauern abbrannte.
Während des Zweiten Weltkrieges beherbergte das Gelände eines der Hauptquartiere der United States Army. General George S. Patton traf hier die Vorbereitungen für die Landung in die Normandie und ein prominenter Soldat, der amtierende Schwergewichtschampion Joe Louis, gab ein paar Trainingsrunden zur Schau.
Nach dem Krieg lag das Gelände zunächst brach, bis der Mid-Cheshire Car-Club den Plan für eine Rennstrecke entwickelte, die sich an den natürlichen Gegebenheiten der lieblichen Landschaft orientierte. Als bei dem ersten Rennwochenende 1953 eine für damalige Verhältnisse enorme Zuschauermenge von 40.000 Menschen auf die Anlage strömte, schien die Zukunft Oulton Parks als Rennstrecke gesichert.
Danach wurden nicht nur nationale, sondern auch internationale Wettbewerbe in allen möglichen Motorsportklassen ausgetragen. Das prominenteste Rennen sollte alsbald das so genannte „Gold Cup Event“ werden, welches in seinen früheren Tagen regelmäßig renommierte Formel-1-Teams und Fahrer anzog, da die Strecke als anspruchsvoll und malerisch galt.
Der prominenteste und zugleich erste Sieger des Gold Cups war Stirling Moss, der seinen ersten von fünf Siegen ausgerechnet in einem Maserati 250F 1954 erringen konnte, der just zuvor aus dem Werk angeliefert worden war. Seinen letzten Triumph 1961 feierte er ebenfalls mit einer Rarität, dem allradangetriebenen Ferguson P99 – im Übrigen auch der einzige Sieg eines derartigen Konzepts nach Formel-1-Reglement.
Als die Formel-1-Monopostos seit Mitte der 1970er-Jahre aus Sicherheitserwägungen immer mehr von den alten Straßenkursen verbannt wurden, ging die Bedeutung des Gold Cups etwas zurück.

## Veranstaltungen

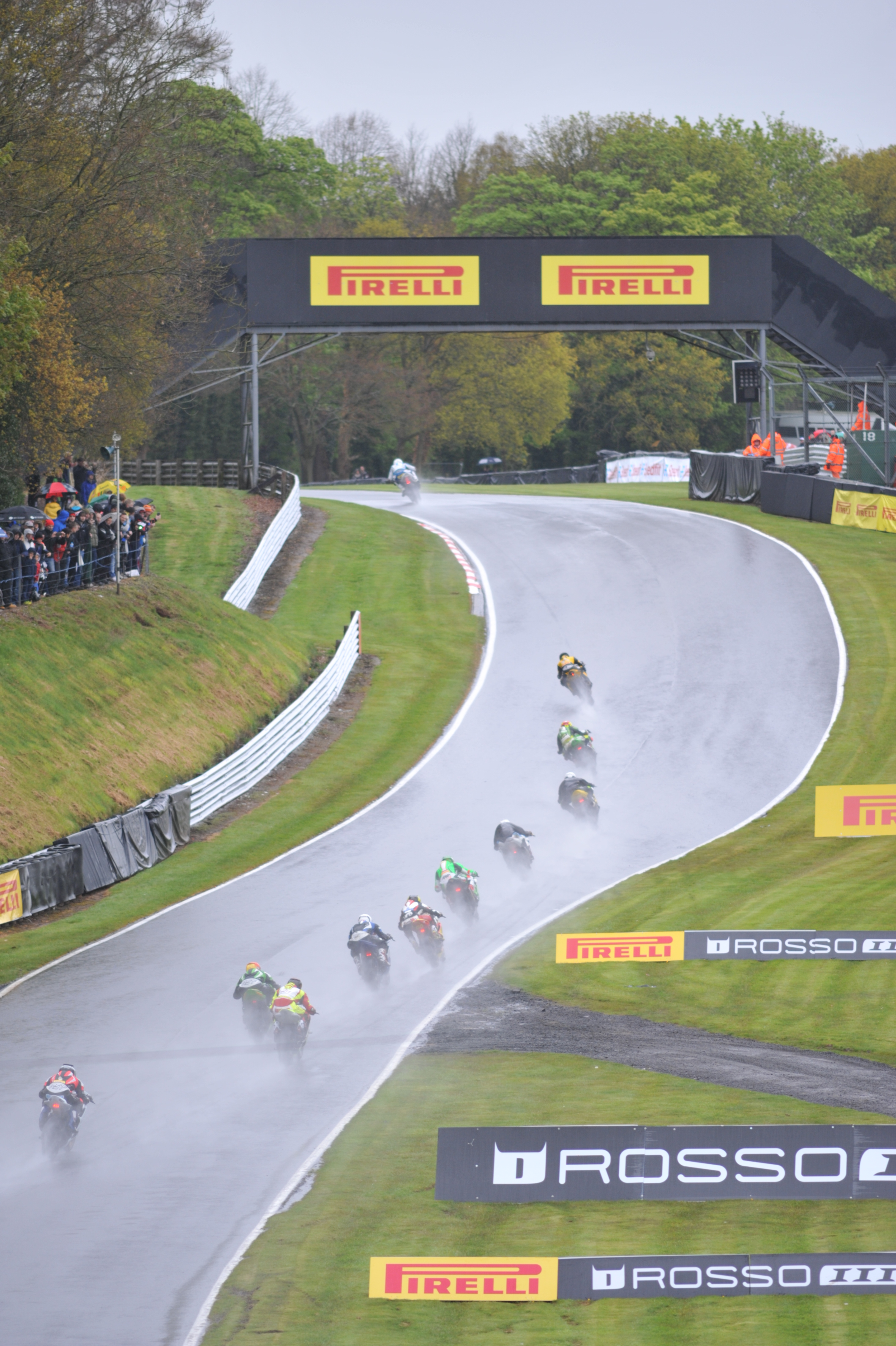
Oulton Park – Streckenabschnitt Clay Hill während eines Motorrad-Rennens

Heute ist der Gold Cup in erster Linie ein Rennen für historische Rennwagen, das alljährlich hunderte von Teilnehmern in allen Klassen anlockt. Im August 2004 wurde das Event zum 50-jährigen Jubiläum mit zwei Renntagen und insgesamt 17 Rennläufen mit einem großen Festakt gestaltet, zu dem der Ehrengast, Sir Stirling Moss, nicht wie gewohnt am Volant eines Wagens teilnehmen konnte, da er durch eine Bandscheibenoperation vorübergehend auf einen Rollstuhl angewiesen war und daheimbleiben musste. Als Ausgleich war mit Jack Brabham ein dreimaliger Weltmeister und mit Roy Salvadori ein weiterer britischer Überlebender des wilden ersten Jahrzehnts der höchsten Motorsport-Klasse zugegen, der einst nach einem schlimmen Unfall, den Mike Hawthorn 1956 verursacht hatte, die berühmte Worte auf die Frage nach Mikes Befinden ausrief, „Er ist tot!“.
Die 4,46 Kilometer lange Rennstrecke beherbergt außerdem eine Dependance der Formel-Audi-Rennfahrerschule des ehemaligen Formel-1-Piloten Jonathan Palmer. Neben den historischen Rennwagen werden hier auch regelmäßig Läufe der Britischen Superbike-Meisterschaft (BSB), der Britischen Tourenwagen-Meisterschaft (BTCC) und der nationalen Formel-3-Meisterschaft abgehalten.